# Иво Јан
Иво Јан (словен. Ivo Jan; Јесенице, 10. април 1942) некадашњи је југословенски и словеначки хокејаш на леду који је током каријере играо на позицијама одбрамбеног играча.
Целокупну играчку каријеру провео је у редовима Акрони Јесеница са којима је освојио чак 15 титула првака Југославије.
Био је стандардни члан сениорске репрезентације Југославије за коју је одиграо више од 200 утакмица. Са репрезентацијом је играо на 15 светских првенстава и на три олимпијска турнира — ЗОИ 1964. у Инзбруку, ЗОИ 1968. у Греноблу и на ЗОИ 1972. у Сапороу.
Његов син Иво Јан млађи такође је био словеначки хокејаш и репрезентативац.